# Lotisma
Lotisma is een geslacht van vlinders van de familie Copromorphidae, uit de onderfamilie Millieriinae.

## Soorten
- L. trigonana (Walsingham, 1879)
- L. vulcanica Meyrick, 1932